# Joan Joshua Ketelaar
Joan Joshua Ketelaar (ook geschreven als Kotelar, Kessler of John Jeshua Kettler) (Elbing, 25 december 1659 –  Gamron (Perzië), 12 mei 1718) werd geboren in het Duitstalige Polen (Oost-Pruisen). Hij nam dienst bij de Verenigde Oostindische Compagnie en werd geplaatst in de factorij in Suratte in India. Hij reisde voor de Compagnie onder andere naar Delhi, Agra en Lahore. Hij leerde Hindi en schreef de eerste Hindoestaanse grammatica in het Nederlands.

## Biografie
Joan werd geboren op 25 december 1659. Zijn vader was boekbinder en hij wilde dat Joan hem opvolgde. Zijn religie was luthers.
In 1680 werd Joan beschuldigd van diefstal van zijn leermeester. Hij deed toen een poging hem te vergiftigen door arseen in zijn bier te doen, waarvan niet zijn leermeester maar een gast het slachtoffer werd. Deze werd door een dokter gered. Hierdoor werd Joan gedwongen te vluchten naar Danzig, waar hij bij een andere boekbinder verbleef. Een paar dagen later stal hij echter geld van hem, waarmee hij naar Stockholm vluchtte.

### Suratte
In 1682 liet hij zich onder de naam Ketelaar inschrijven als werknemer bij de Verenigde Oostindische Compagnie in Amsterdam en vertrok hij op 3 mei als adelborst op het schip Wapen van Alkmaar naar Batavia. Een jaar later vertrok hij van Batavia naar de handelspost Suratte in India. Hier maakte hij snel carrière: hij werd in 1687 bevorderd tot assistent en in 1696 tot boekhouder. Niet lang daarna werd hij plaatsvervangend hoofd van de handelspost in Ahmedabad. In 1700 werd hij hoofd van de handelspost in Agra.

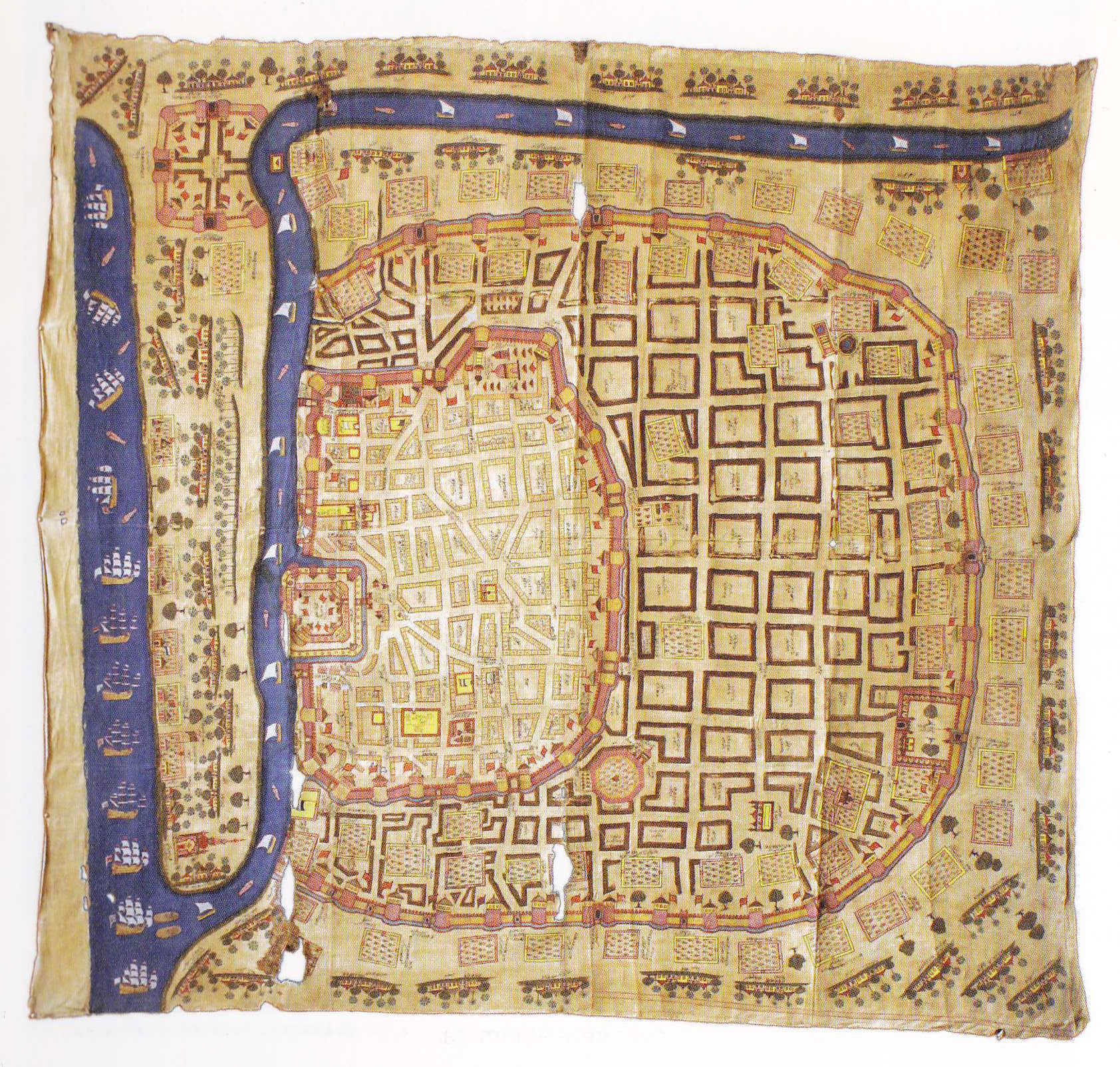
Suratte rond 1730, met de locaties van de VOC factorij en pakhuizen.

Op 20 juli 1701 werd hij bevorderd tot onderkoopman. In 1704 maakte hij vanuit Suratte met het schip Zuyddorp een tocht naar Mocha en kocht daar koffie in voor een gunstige prijs. In 1705 keerde hij terug naar Batavia. Daar zond men hem in september opnieuw naar Mocha met de pinas Oostersteyn. Samen met zijn collega onderkoopman Johan van der Needen werd hij er goed ontvangen, met 'verscheyde teekenen van agtinge en vertrouwen booven andere aldaar aanwesende Europeanen'. De chirurgijn Otto Muller reisde naar het hof van de Imam in Mawzaah, en ondanks diens hoge leeftijd van 76 jaar wist hij hem van 'verscheyde gebreeken te cureeren'. Op de terugweg werd de Oostersteyn tot aan de Malabarkust achtervolgd door een Franse zeerover die de pinas probeerde buit te maken. De schepen beschoten elkaar uitvoerig waarna de zeerover moest afhaken. In november was Ketelaar weer terug in Batavia met een grote partij koffie. Een maand later, op 15 december, werd hij tot koopman bevorderd.
In Batavia werd hij geleidelijk een invloedrijke figuur in Suum Cuique, de eerste rederijkerskamer van de stad, opgericht in 1706. Hij was ook de financier ervan, en stond bekend als ‘de Poolsen Orondates’. De leden schreven soms odes aan elkaar.
In augustus 1707 ging hij opnieuw met Van der Needen naar Mocha, ditmaal met het schip Gamron. Hij moest er een permanente factorij openen waarvan hij opperhoofd werd. In september 1708 werd hij bevorderd tot opperkoopman en bestemd om vanwege 'syne ervarentheyt en bequaemheyt in de Moorse taele en costuymen' weer in de factorij in Suratte geplaatst te worden. Daar werd hij begin 1710 plaatsvervangend hoofd van de directeur Cornelis Besuijen. Deze overleed in oktober, waarna Ketelaar hem opvolgde als directeur (hij kreeg zijn aanstelling op 1 augustus 1711) en ook als leider van de reeds lang geplande ambassade naar het hof van de Mogolkeizer.

### De ambassade naar Lahore

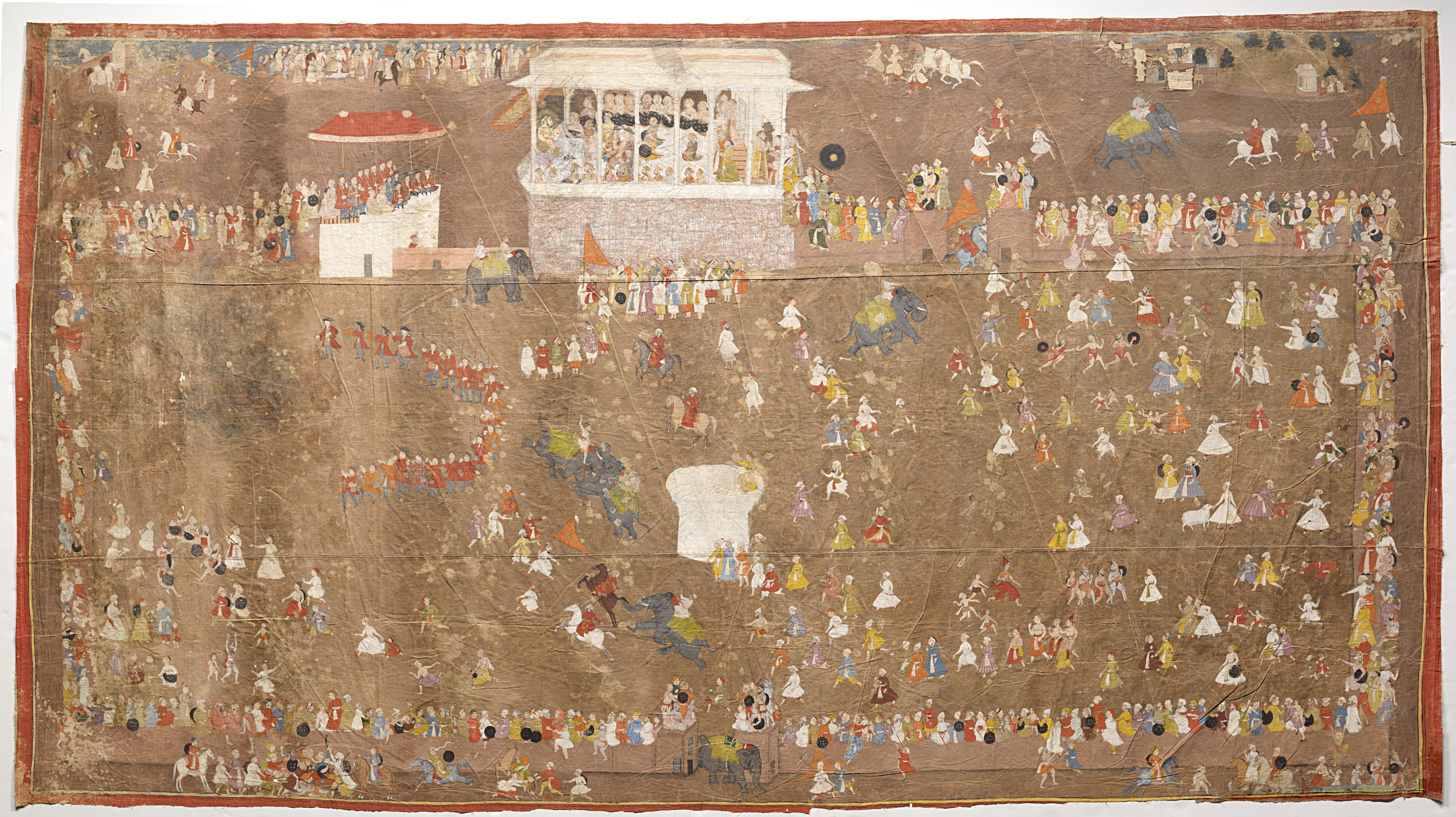
Ketelaars ambassade bij de vorst van Udaipur.

In maart 1707 was de 90-jarige keizer Aurangzeb overleden. Er volgde een strijd om de troon tussen zijn drie zoons, die in twee grote veldslagen gewonnen werd door de oudste zoon Muazzam, toen ook al 64. Hij liet zich Bahadur Shah noemen. De Raad van Indië in Batavia besloot een groots gezantschap naar het hof te sturen om de bestaande handelsvergunningen (firmans) door de nieuwe keizer te laten bevestigen en om het prestige van de VOC in India te vergroten. Ook wenste men toestemming voor een grotere factorij in Suratte, buiten de stadsmuren, en daarmee buiten het bereik van grijpgrage lokale bestuurders. Onder de mee te nemen geschenken ter waarde van 600.000 gulden waren tien Ceylonese olifanten, 26 Perzische en Arabische paarden, Europese kanonnen en andere wapens, en porselein, lakwerk en specerijen uit het Verre Oosten. Verder ook veel glaswerk zoals spiegels, brillen, brand- en vergrootglazen. De geschenken kosten veertig keer zo veel als die van Dirck van Adrichem op zijn hofreis naar Delhi bij de troonsbestijging van Aurangzeb in 1662. De totale kosten van het gezantschap zouden oplopen tot 1,2 miljoen gulden, waarvan de helft besteed werd aan geschenken en steekpenningen onderweg en aan het hof. De kanonnen kwamen goed van pas. Ze werden met succes ingezet toen de karavaan in Rajasthan werd overvallen door roverbendes.

#### Udaipur

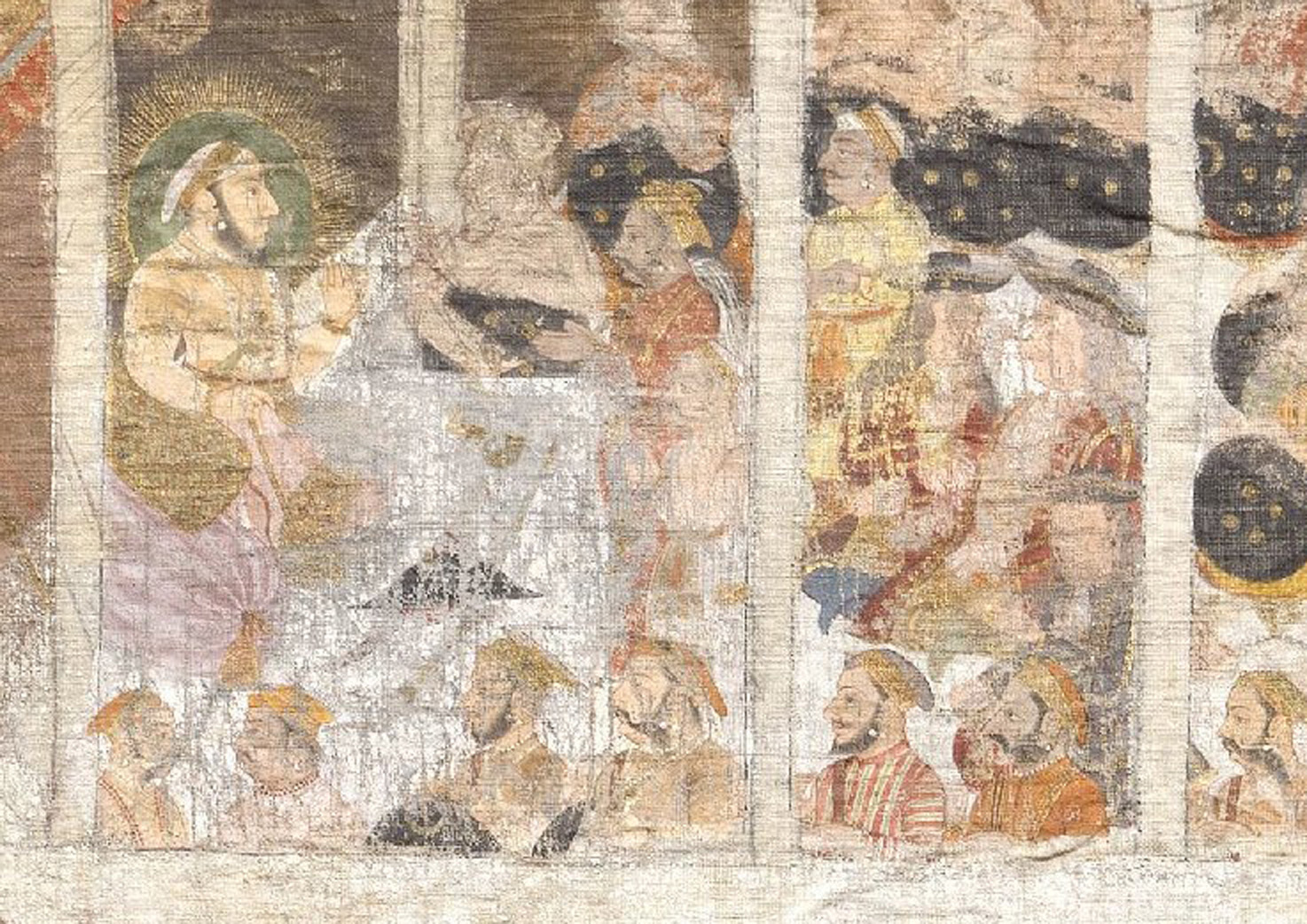
Ketelaar met rode jas, zwarte hoed en groene laarzen zit tegenover Sangram Singh.

Op 18 februari 1711 vertrok Ketelaar met zijn gevolg uit Suratte. Bahadur Shah verbleef inmiddels in Lahore. Mogolkeizers hadden de gewoonte rond te trekken in hun rijk. Ketelaar koos voor een westelijke route via Rajasthan. Een ongebruikelijke en gevaarlijke weg, maar waarschijnlijk was hij uitgenodigd door de Maharana van Udaipur, Sangram Singh, die in 1710 op de troon was gekomen. In Udaipur kreeg Ketelaar een vorstelijke ontvangst. Van de festiviteiten zijn twee in Udaipur geschilderde doeken bewaard gebleven, waarvan een zich bevindt in het Rijksmuseum.

#### Lahore

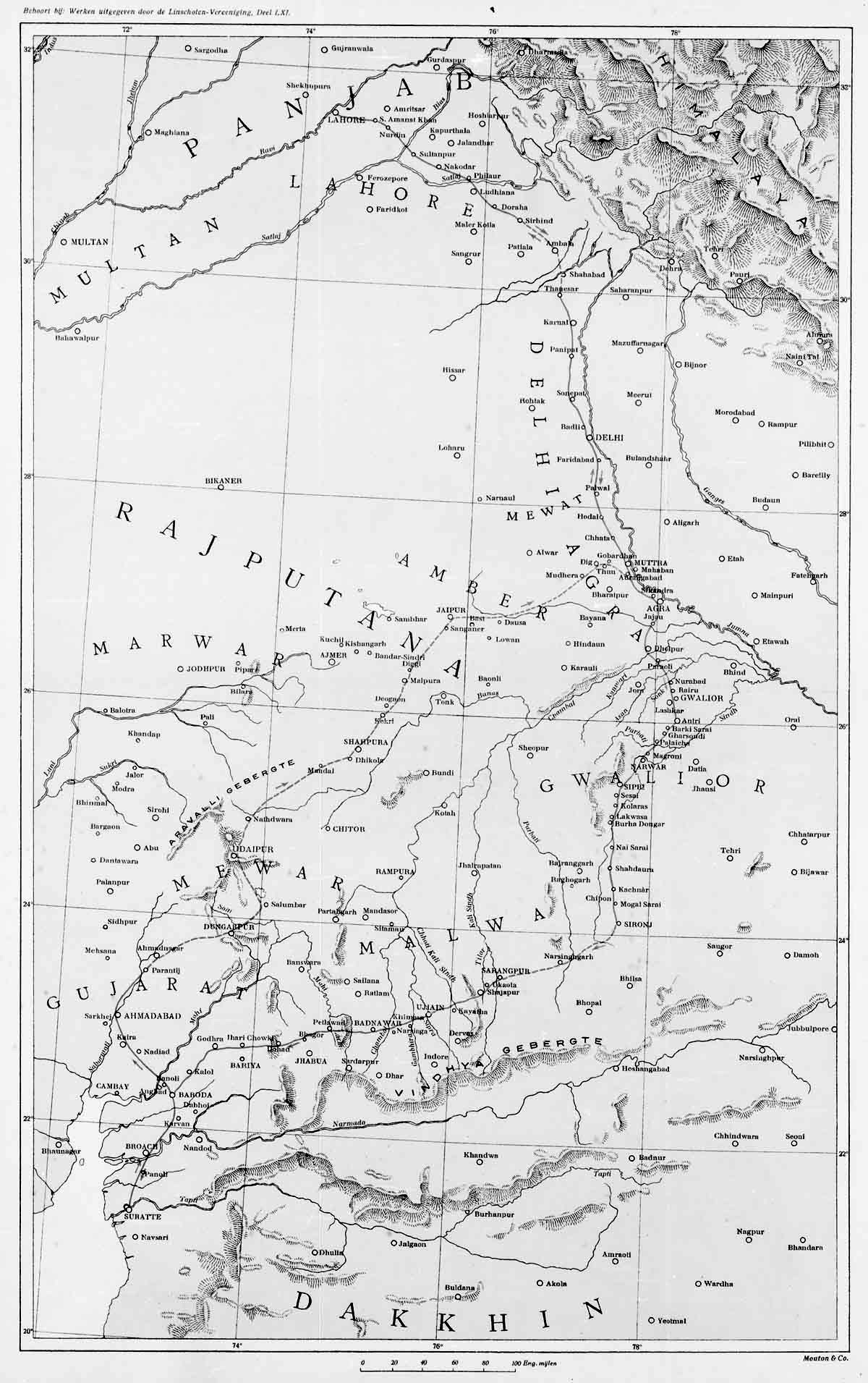
Route van Ketelaar naar Lahore en terug.

Op 4 juni kwam Ketelaar met zijn karavaan in Agra aan. Vanwege de regentijd bracht hij daar vijf maanden door voor hij verder trok. Via Delhi arriveerde hij op 10 december in Lahore. Bahadur Shah bevond zich niet in het fort van Lahore maar in een legerkamp vlak buiten de stad, samen met zijn zoons. Zij maakten zich op voor de strijd om de opvolging van hun vader, die zijn levenseinde naderde. Rond de jaarwisseling ging Ketelaar met twee assistenten drie keer op audiëntie bij de keizer, die in een grote tent op zijn troon zat. Pas de derde keer werden zijn geschenken geaccepteerd, aangezien het gebruikelijk was dat ‘aansienelyke geschenken dickwils heen en weder, om van het volk gesien te werden, gevoerd wierden’. Eén olifant was onderweg gestorven. Ook de prinsen, belangrijke hovelingen en haremvrouwen werden met geschenken bedeeld. Musici in het gezelschap van Ketelaar gaven een concert voor de keizer en zijn vrouwen. De soldaten, merendeels Chinezen, gaven demonstraties van militaire exercitie en het uitvoeren van charges op de moderne Europese manier. Ketelaar en zijn assistenten kregen de gebruikelijke erekleden en sjerpen uitgereikt. De firmans werden eind februari herbevestigd en alle wensen van de VOC werden ingewilligd.
De volgende dag stierf Bahadur Shah aan een beroerte. Er brandde een strijd los tussen de legermachten van zijn vier zoons. Na drie veldslagen kort na elkaar, waaraan naar schatting tweehonderdduizend soldaten deelnamen, kwam de oudste zoon, Jahandar Shah, als winnaar uit de strijd. Zijn drie broers sneuvelden. De firmans waren nu niet geldig meer. Een week later al ging Ketelaar op audiëntie bij de nieuwe keizer, waarbij hem goedkeuring van de gewenste firmans werd toegezegd. Opnieuw moesten veel steekpenningen worden betaald.

#### Delhi

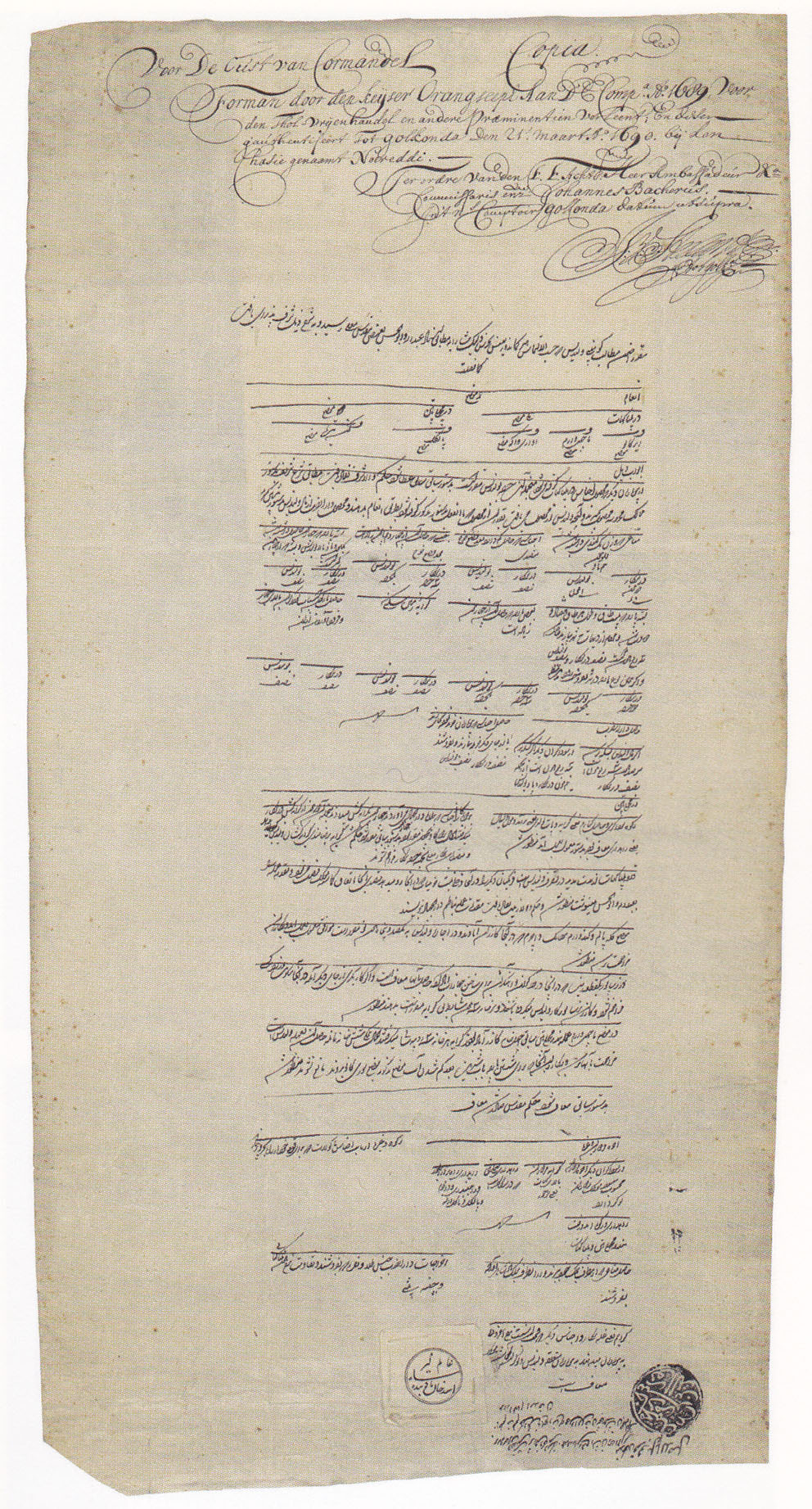
Firman van Aurangzeb aan de VOC in 1690.

In mei vertrok Jahandar Shah naar Delhi met een enorme karavaan, waarbij Ketelaar en zijn gevolg zich aansloten. Bij overnachtingen mochten de VOC-tenten naast die van de keizer worden opgezet. Een teken dat de steun van de VOC het aanzien van de nieuwe keizer verhoogde. Na een chaotische tocht, waarbij veel mensen en dieren bij het oversteken van rivieren verdronken, kwam de karavaan in mei in Delhi aan. Daar ontving Ketelaar op de 28e een aantal ondertekende firmans.
Jahandar Shah vroeg Ketelaar om bij zijn officiële intocht in het Rode Fort van Delhi op 24 juni de VOC-soldaten en trompetters aan weerszijden van zijn gouden draagstoel te laten lopen. Ketelaar was zeer vereerd: ‘Dese van de Mogolse keyser groote en nooyt bevoorens gepleegde confidentie tot Europeanen, met vol geweir voorsien, werd bij elk een voor iets besonders aangemerkt en baard veel speculative gedagten aan den inlander soo wel als aan de presente Europeën'. Ook de Raad van Indië schreef aan de Heren XVII dat dit een ‘ongemeene eere en een teken van sonderling vertrouwen’ was.
Op 9 juli mocht Ketelaar nogmaals op audiëntie bij Jahandar Shah toen deze plaatsnam op de pauwentroon. ’Gemelte throon en toebehooren mag men met reeden een wonderwerk der wereld noemen, soo ten aspecte van de kunst, die des meesters handen daar aan bethoont hebben, als desselvs kostbaarheyt.’ Pas eind september ontving Ketelaar de laatste firmans, na betaling van veel steekpenningen aan bureaucraten aan het hof (een ‘ongemeene handsalving'). Ook kreeg hij een brief en geschenken mee voor de gouverneur-generaal in Batavia. Zelfs de nieuwe factorij in Suratte werd toegestaan, zij het niet buiten de stad, en er mochten geen fortificaties worden aangebracht of kanonnen geplaatst. Veel was te danken aan Dona Juliana, een van oorsprong Portugese hofdame met veel invloed, die de ambassade van begin tot eind bijstond.

#### Terug in Suratte
Op 9 oktober vertrok het gezantschap uit Delhi. Na een tocht van vier maanden door een gebied geteisterd door roversbenden en gewapende opstandige boeren, waarbij zowel gevochten werd als veel afkoopsommen en protectiegeld werden betaald, kwam de karavaan via Gwalior op 7 februari 1713 terug in Suratte. Nog voor zijn terugkomst werd Jahandar Shah afgezet door zijn neef Farrukhsiyar, na een beslissende veldslag bij Samugarh, vlak bij Agra, op 10 januari. Weer waren de firmans ongeldig geworden. Desondanks deed de VOC geen poging meer om ze opnieuw bevestigd te krijgen. Het Mogolrijk was uiteen aan het vallen. Overal trokken lokale heersers macht naar zich toe, zodat de VOC voortaan handelsafspraken maakte met de steeds zelfstandiger opererende bestuurders langs de kust.
In Batavia was men in het algemeen tevreden over Ketelaars werk, hoewel hij ook kritiek kreeg vanwege de hoge kosten die hij had gemaakt. Hij ging nog enkele jaren door als directeur van Suratte, waarbij hij wel het advies meekreeg dat hij nu geen ambassadeur meer was en dat VOC-medewerkers zich niet dienden te gedragen als ‘luyden van staat, maar als zedige coopluyden’. In 1716 vertrok hij naar Batavia.

### Naar Perzië

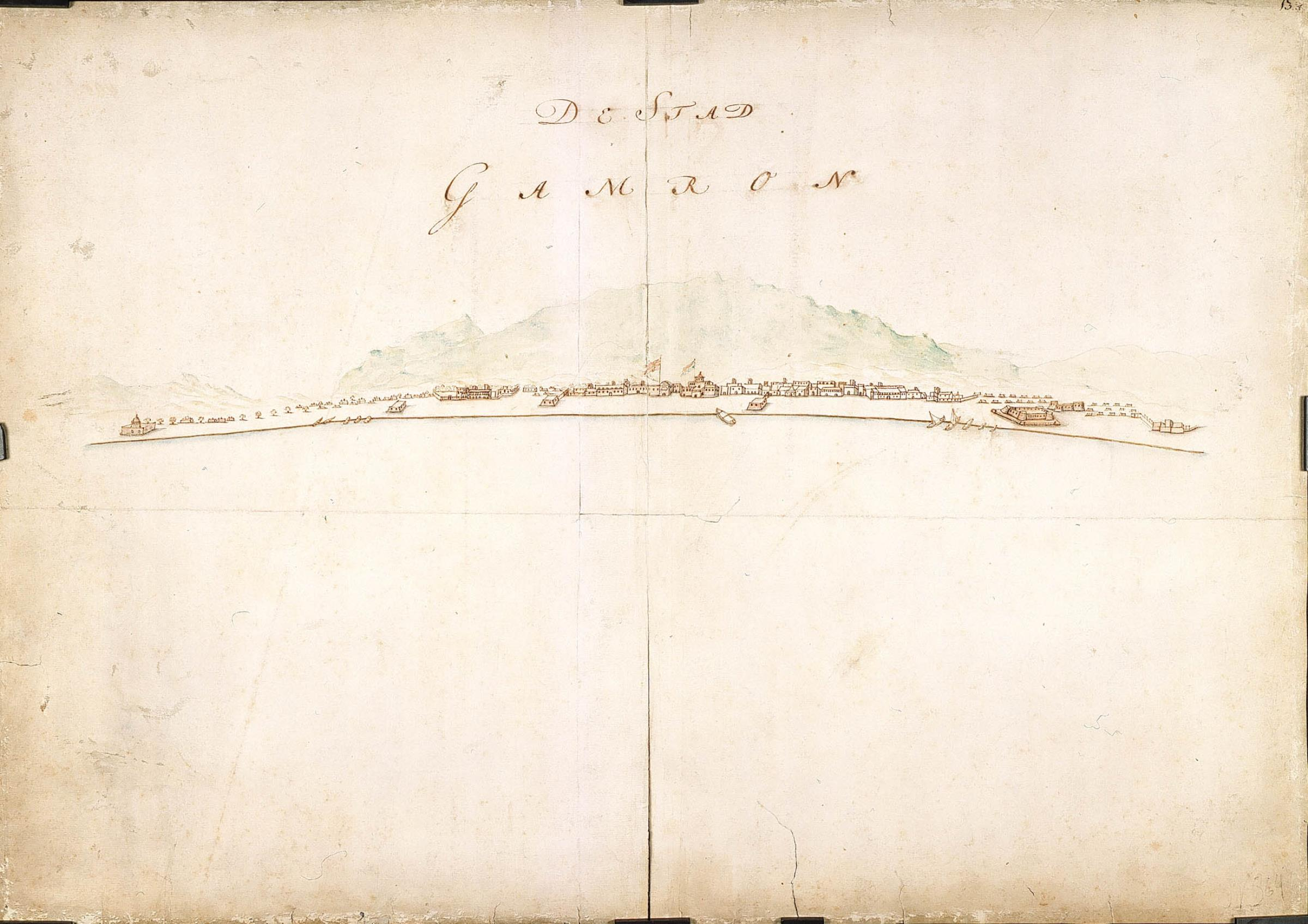
Gamron ca. 1700.

In november 1712 had het opperhoofd van de VOC-factorij in Isfahan, Pieter Macaré jr., aan de sjah van Perzië Hoessein I ten onrechte een lening verstrekt van bijna 600.000 gulden voor zijn strijd tegen de Afghanen. (Noot: Waarschijnlijk leed hij aan waanideeën want hij beschuldigde zijn VOC-collega’s in Gamron ervan hem te willen vergiftigen, waarop allen op last van de sjah werden gearresteerd maar na verhoor weer werden vrijgelaten.) Hij werd in 1717 in Batavia na een lang proces veroordeeld tot 12 jaar gevangenschap. Ketelaar werd als ervaren diplomaat in juli 1715 aangesteld als gezant en directeur in Perzië. Eind juli 1716 vertrok hij uit Batavia om de relatie met het Perzische hof te herstellen en het geleende geld terug te krijgen. Aangekomen in de havenstad Gamron trok hij in oktober met veel uiterlijk vertoon naar Isfahan in het binnenland. Hij had onder meer een in een stoel gezeten mechanische pop bij zich die kon opstaan en een buiging maken. Ook bracht hij zes getrainde olifanten mee, die met veel succes optraden aan het hof. De ruzie rond Macaré werd gladgestreken en de oude handelsafspraken werden bevestigd, maar ten aanzien van de lening kreeg hij weinig gedaan, zodat Batavia uiteindelijk niet erg tevreden was.
Ketelaar zelf werd tijdens zijn verblijf ziek (‘door colijcq en graveel’), en terug in Gamron overleed hij op 12 mei 1718, en werd daar begraven.
Ketelaars neef, die ook lid was van het gezantschap, ging terug naar Elbing om zijn erfenis uit te keren aan zijn broers en zussen en aan Lutherse kerken. De kerk ‘Zum heiligen Leichnam’ liet daarvan een orgel bouwen. Ketelaars portret heeft daar sinds die tijd gehangen totdat de kerk in de Tweede Wereldoorlog grotendeels verwoest werd.

### Hindoestaanse grammatica

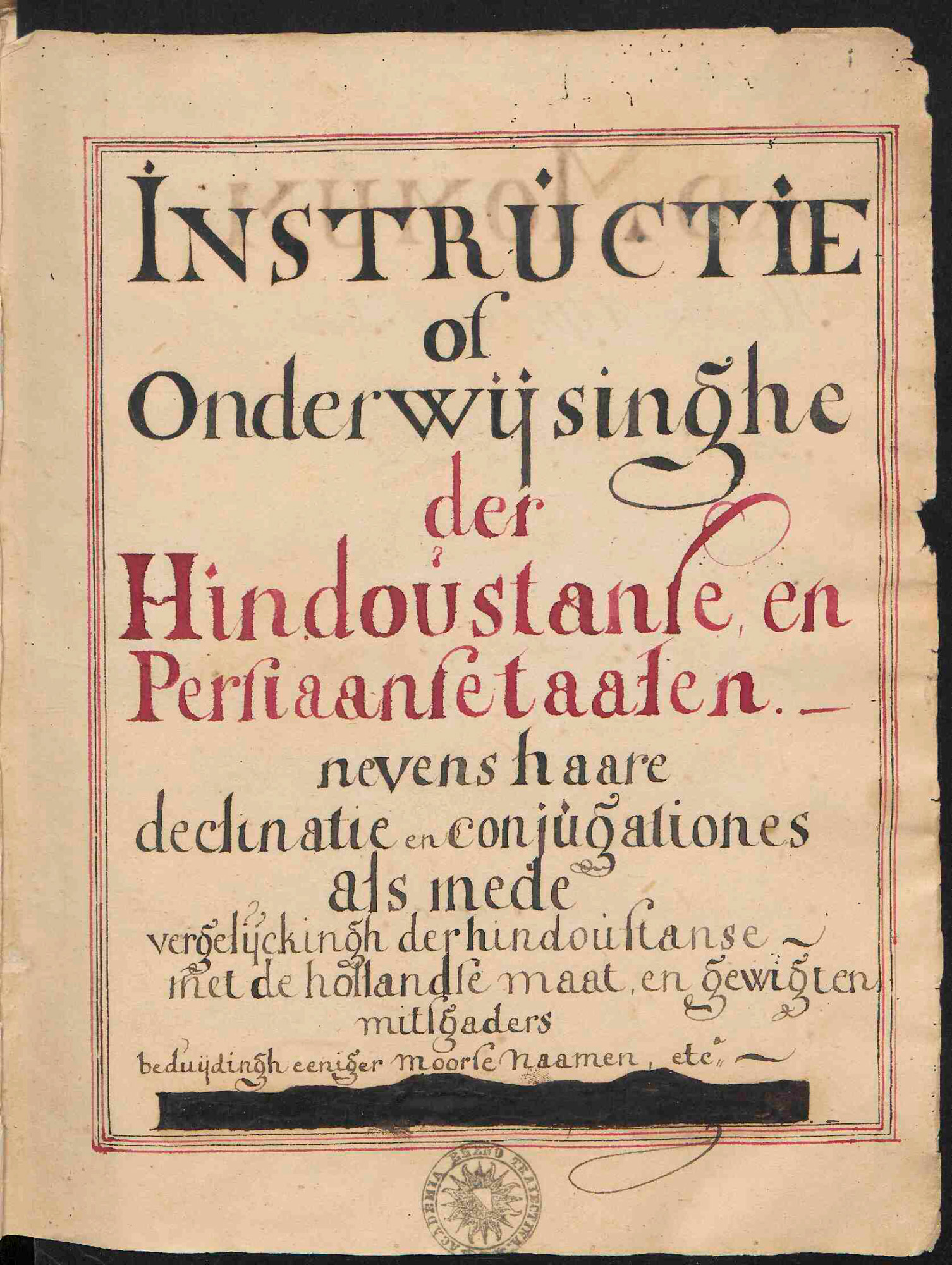
Titelpagina van Ketelaars instructieboek voor de Perzische en Hindoestaanse taal.

Ketelaar begon de Hindoestaanse grammatica vast te leggen in zijn "Lingua hindostanica". Van dit werk wordt aangenomen dat hij het in 1715 voltooide. Het was de eerste geschreven beschrijving van de Hindoestaanse grammatica, maar deskundigen ontdekten later dat het voornamelijk om Urdu grammatica ging, de aan Hindi verwante taal met Perzische en Arabische leenwoorden die werd gesproken in de Mogol legerkampen. Waarschijnlijk heeft hij het geschreven tijdens zijn verblijf in Agra of Lucknow tussen 1696 en 1697. Het Nederlandse manuscript werd in 1698 gekopieerd door Isaac van der Hoeven en gedeeltelijk naar het Latijn vertaald door David Millius (1692-1756), hoogleraar theologie en Oosterse talen te Utrecht. De tweede druk van zijn vertaling werd in 1743 in Leiden gepubliceerd. Het oorspronkelijke werk werd nooit gepubliceerd en werd tot 1935 als verloren beschouwd, maar bleek bewaard gebleven in drie manuscripten. De Universiteitsbibliotheek Utrecht bezit het meest complete exemplaar. Een exemplaar is beschikbaar in de Nationale Bibliotheek van India.